# Publiusz Attiusz Warus
Publiusz Attiusz Warus (zm. 17 marca 45 roku p.n.e. pod Mundą) był rzymskim gubernatorem prowincji Africa podczas wojny domowej toczonej przez Cezara i Pompejusza, który wypowiedział posłuszeństwo Cezarowi i w pierwszym etapie tej wojny pokonał legata Cezara, Gajusza Skryboniusza Kuriona, który został wysłany przeciw niemu w roku 49 p.n.e.

## Kariera polityczna
Warus objął urząd pretora nie później niż w roku 53 p.n.e. Nie zachowały się żadne zapiski świadczące o jego wcześniejszej karierze politycznej. W roku 52 p.n.e. został (jako propretor) skierowany do Afryki.

## Udział w wojnie domowej
Gdy wybuchła wojna domowa Warus, zwolennik optymatów, stacjonował w Picenum, gdzie wkroczył na czele trzech kohort i zaczął prowadzić zaciągi. Po przybyciu do Picenum wojsk Juliusza Cezara, uciekł opuszczony przez żołnierzy i dołączył do Pompejusza w Apulii.
Kiedy Pompejusz opuścił Italię udając się do Grecji, Warus skierował się do prowincji Africa, którą znalazł opuszczoną i zajął, a po przeprowadzeniu poboru wystawił dwa legiony, co było możliwe ze względu na jego niedawne namiestnictwo w tej prowincji.
Kurion, który wyraźnie lekceważył Warusa, wyruszył za nim do Afryki zabierając z sobą zaledwie 2 legiony (z czterech otrzymanych od Cezara). W pierwszym starciu pokonał gładko siły Rzymianina, ale wkrótce stanął wobec głównych sił numidyjskiego króla Juby i poniósł klęskę.
Po bitwie pod Farsalos resztki wojsk Pompejusza i jego zwolenników (był wśród nich Katon Młodszy) zbiegły do Afryki z zamiarem kontynuowania walki. Za namową Katona Varus zrzekł się naczelnego dowództwa na rzecz Scypiona Metellusa Nazyki. 
W 46 p.n.e. Warus był jednym z dowódców pompejańskiej floty. Po przegranej w bitwie pod Tapsus, zbiegł do Hiszpanii. Tam został pokonany w bitwie morskiej w pobliżu Kartei przez Didiusza, dowodzącego flotą cezariańską, co zmusiło go do dołączenia do pompejańskich sił lądowych. Poniósł śmierć w bitwie pod Mundą. Jego głowa, podobnie jak głowa Tytusa Labienusa, została zaprezentowana Cezarowi.